# Ismael Barrios
Ismael Barrios (Cartagena, 28 de diciembre de 1964) es un actor y cantante colombiano.

## Carrera
Nacido en Cartagena, Barrios se trasladó a Bogotá en la década de 1980 para estudiar locución en la Academia Arco. Más adelante participó en el programa de humor Sábados felices y tuvo la oportunidad de actuar en la serie juvenil Décimo grado. Finalizando la década de 1980 tuvo una participación en la serie La posada y en 1996 logró el reconocimiento nacional al interpretar el personaje de El Mello en la popular telenovela Guajira, donde compartió reparto con actores como Guy Ecker, Sonya Smith y Rafael Novoa. En 2000 apareció en la telenovela protagonizada por Margarita Rosa de Francisco, La caponera. El mismo año interpretó a Antonio Salinas en la telenovela Alejo, la búsqueda del amor. Durante la década de 2000 obtuvo papeles en otras producciones para televisión como Las dos caras de Ana (2006) y después de radicarse en los Estados Unidos en producciones internacionales como Seguro y urgente (2007), El rostro de Analía (2009) y Más sabe el diablo (2009).
En 2010 conformó el elenco de la serie El cartel 2: la guerra total, donde interpretó el papel de Farid Duarte. Ese mismo año apareció en la serie Tierra de cantores, basada en la cultura vallenata colombiana. En 2012 apareció en la telenovela estadounidense Corazón valiente en un pequeño papel.

## Filmografía

### Televisión
- Leandro Díaz (2022)[3]
- Viejos pero millennials (2021)[4]
- Love motel (2020)
- La Invencible Esther (2020) — Gabriel Abello
- El hijo del Cacique[5] (2019-2020) — Santander
- Pescaíto, el templo del fútbol (2019)
- La ley del corazón (2018-2019) —
- La Cacica (2017-2018) — Hernando Molina
- Los Morales (2017) — Anturio Daza
- Casa de reinas (2013)
- La selección (2013) — Macario
- Corazón Valiente (2012) — Prestador
- Tierra de cantores (2010)
- El cartel 2 (2010) — Farid Duarte
- Más sabe el diablo (2009-2010) — Dario Uribe
- El rostro de Analía (2008-2009) — Rocco
- Seguro y urgente (2007) — Criminal
- Las dos caras de Ana (2006-2007) — Facundo
- Pandillas, guerra  paz (2002) — Ernesto Molina
- Alejo, la búsqueda del amor (2000) — Antonio Salinas
- La caponera (2000) — Amigo del Pocalucha
- Compañeros (2000)
- Guajira (1996) — Mello
- Décimo grado (1990)